# Cellonina
Cellonina es un género de foraminífero bentónico de la subfamilia Psammosphaerinae, de la familia Psammosphaeridae, de la superfamilia Psammosphaeridae, del Suborden Saccamminina y del orden Astrorhizida. Su especie tipo es Cellonina mostleri. Su rango cronoestratigráfico abarca desde el Ashgilliense (Ordovícico superior) hasta el Valentiense (Silúrico inferior).

## Discusión
Clasificaciones previas incluían Cellonina en la Superfamilia Astrorhizoidea, así como en el Suborden Textulariina y/o Orden Textulariida.

## Clasificación
Cellonina incluye a las siguientes especies:
- Cellonina mostleri †

En Cellonina se han considerado los siguientes subgéneros:
- Cellonina (Ceratobulimina), aceptado como género Ceratobulimina
- Cellonina (Ceratolamarckina), también considerado como Ceratobulimina (Ceratolamarckina) y aceptado como género Ceratolamarckina